# Понтеведра
Понтеве́дра (галис. Pontevedra [ˌpɔnteˈβɛ.ðɾa], исп. Pontevedra [ponteˈβeðɾa]) — город и муниципалитет на берегу реки Лерес в Испании, административный центр одноимённой провинции. Исторический центр области Риас-Байшас и один из главных туристических центров Галисии.
Муниципалитет находится в составе района (комарки) Понтеведра. Занимает площадь 117 км². Население — 81 981 человек (на 2010 год). 

## История
Топоним Понтеведра происходит от латинского и означает «старый мост». По преданию, город основан Тевкром Теламонидом (чья статуя является одним из символов города). Традиционно считалось, что город возник в районе античной виллы Ad Duos Pontes («у двух мостов»), чьё название указывает на существование тут нескольких древних мостов через реку. Более современные исследования археологов обнаружили древнейшее поселение в другом месте, на южном берегу Лереса. 
После интеграции Галисии в Римскую империю был построен ряд коммуникационных путей, которые связали провинцию в торговом и военном отношении с остальной частью Пиренейского полуострова. На месте нынешней Понтеведры реку Лерес пересекала дорога № 19, соединявшая Брагу с Луго и Асторгой. 
Во время правления Фернандо II (вторая половина XII века) благодаря восстановлению дорог и мостов оживилась торговля. Опустевшее после ухода римлян место, которое сейчас занимает город, было вновь заселено. Римский мост, давший название городу, был разрушен, и его заменили новым, который существует до сих пор, хотя и в перестроенном виде. Фернандо II предоставил Понтеведре привилегии и льготы, о которых известно из сохранившейся грамоты Альфонса X от 1264 года. Важнейшей из них была монополия на извлечение из сардин рыбьего жира и на вяление рыбы (1229). Статус торгового порта был официально закреплён за Понтеведрой в 1452 году.
Средневековый город был обнесён стеной, которую несколько раз потребовалось расширять. Наибольшего расцвета экономика города достигла во времена правления Генриха IV, который в 1467 году выдал разрешение на проведение 30-дневной ярмарки, которая проходила за две недели до праздника Святого Варфоломея. Для этих ярмарок стену вновь перенесли, чтобы выкроить площадь Пласа-де-Феррерия, где и проводилась ярмарка. С 2000 года ярмарка проводится в первые выходные сентября.
С позднего средневековья до XVI века Понтеведра являлась самым населённым городом Галисии, с большим рыболовецким портом, участвовавшим в международной торговле; особенно значим был экспорт солёной рыбы в Португалию. Местные верфи относились к числу самых загруженных в стране. Корабль «Санта-Мария», на котором Христофор Колумб открыл Америку, был построен именно в Понтеведре.
Два последующих столетия известны в Галисии как «тёмные века». Река Лерес заполнилась илом, что усложнило судоходство и привело к упадку морской торговли (связанной прежде всего с рыбацким кварталом Моурейра). Кризис усугубился политической нестабильностью и чередой войн, которые Испания вела в XVIII и XIX веках с Португалией и Великобританией. В условиях частых эпидемий население Понтеведры сократилось вдвое, в то время как в Галисии оно удвоилось, а в сельских районах провинции Понтеведра — утроилось. 
В начале XIX века экономика Понтеведры была основана на ремесленной деятельности, торговле и, в меньшей степени, рыболовстве и сельском хозяйстве. В 1833 году, после создания провинций, город стал административным центром одноименной провинции. В период промышленной революции, как и повсюду в Европе, были снесены старые стены и проложены новые магистрали. 

## Туризм и достопримечательности
На рубеже XX и XXI веков власти Испании предприняли значительные усилия для модернизации туристической инфраструктуры Понтеведры и превращения города в туристический центр международного уровня. В результате город стал образцом для урбанизации и устройства пешеходных зон в других странах. Это галисийский город с наибольшим количеством пешеходных улиц и зелёных зон на одного жителя. В 2014 году ООН присудила ему премию за высокое качество городской жизни. В 2020 году город получил первую награду Европейской комиссии за городскую безопасность.
Визитной карточкой города является позднебарочная церковь Девы Марии «Ла-Перегрина», строившаяся с 1778 по 1794 годы. Рядом с храмом установлена статуя попугая по кличке Равачоль, который жил в доме местного фармацевта с 1891 по 1913 годы. Собор Понтеведры, построенный в XVI веке, примечателен фасадом в стиле платереско. В XIV веке возведены здания монастырей Св. Франциска и Св. Клары. Доминиканская церковь XIV-XV веков обрушилась в XIX веке и до сих пор ждёт восстановления. Из барочных храмов XVII века наиболее примечательна церковь Св. Варфоломея. Сохранились также многочисленные особняки местной аристократии и бюргеров, зачастую украшенные их гербами.
Главный театр Понтеведры, основанный в 	1878 году, расположен в старом городе. 

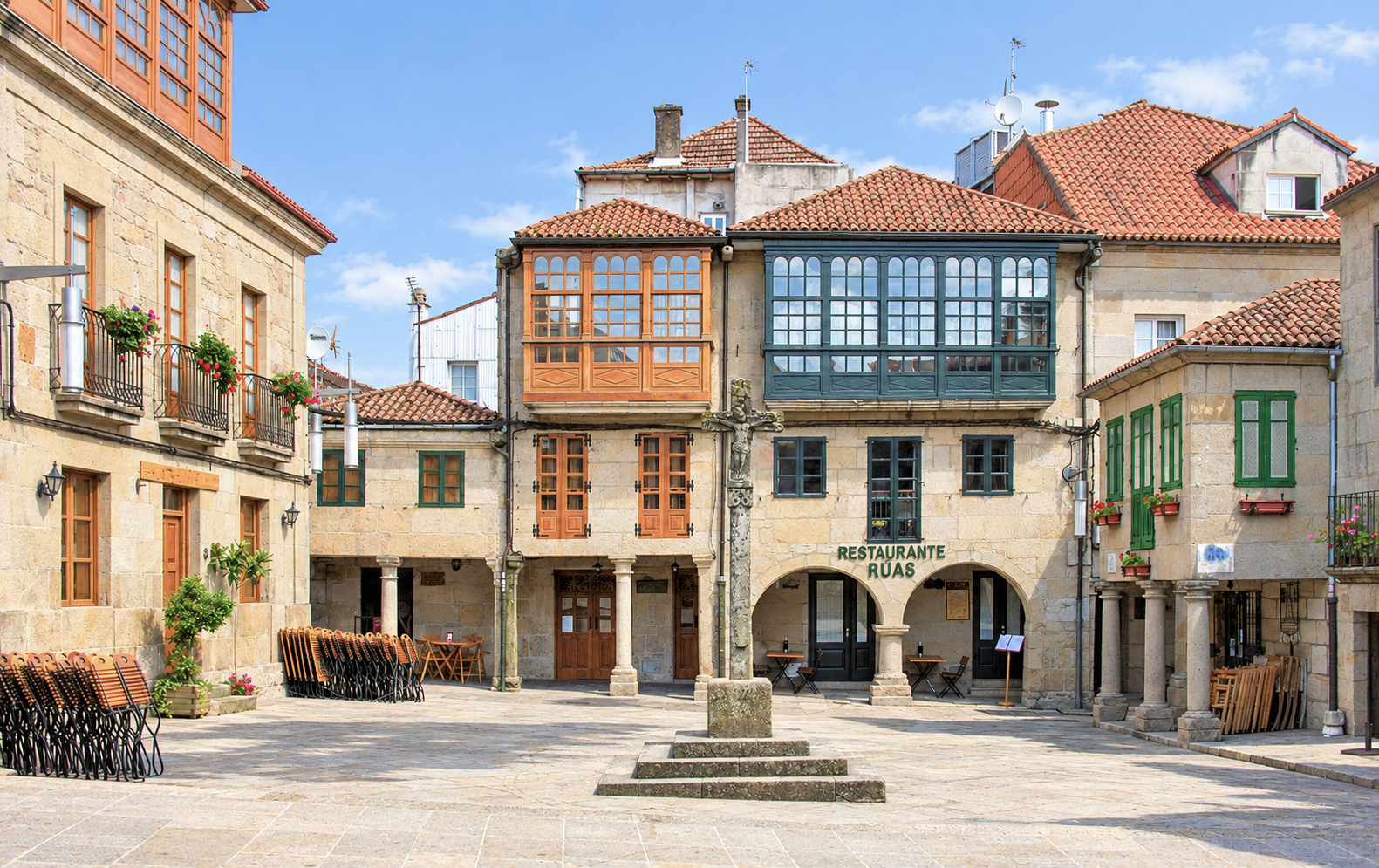
«Площадь хвороста»[англ.]
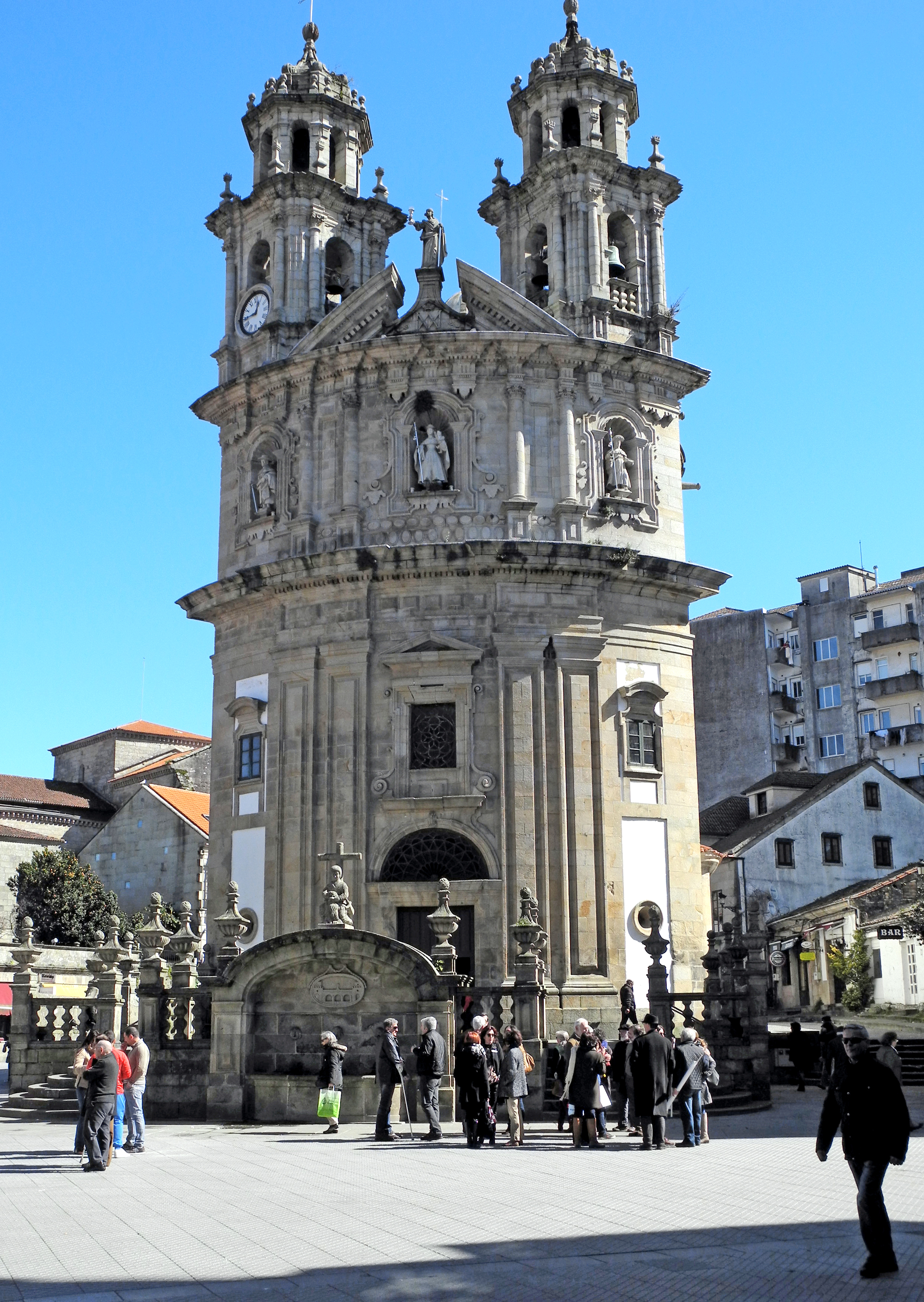
Паломническая церковь — символ города
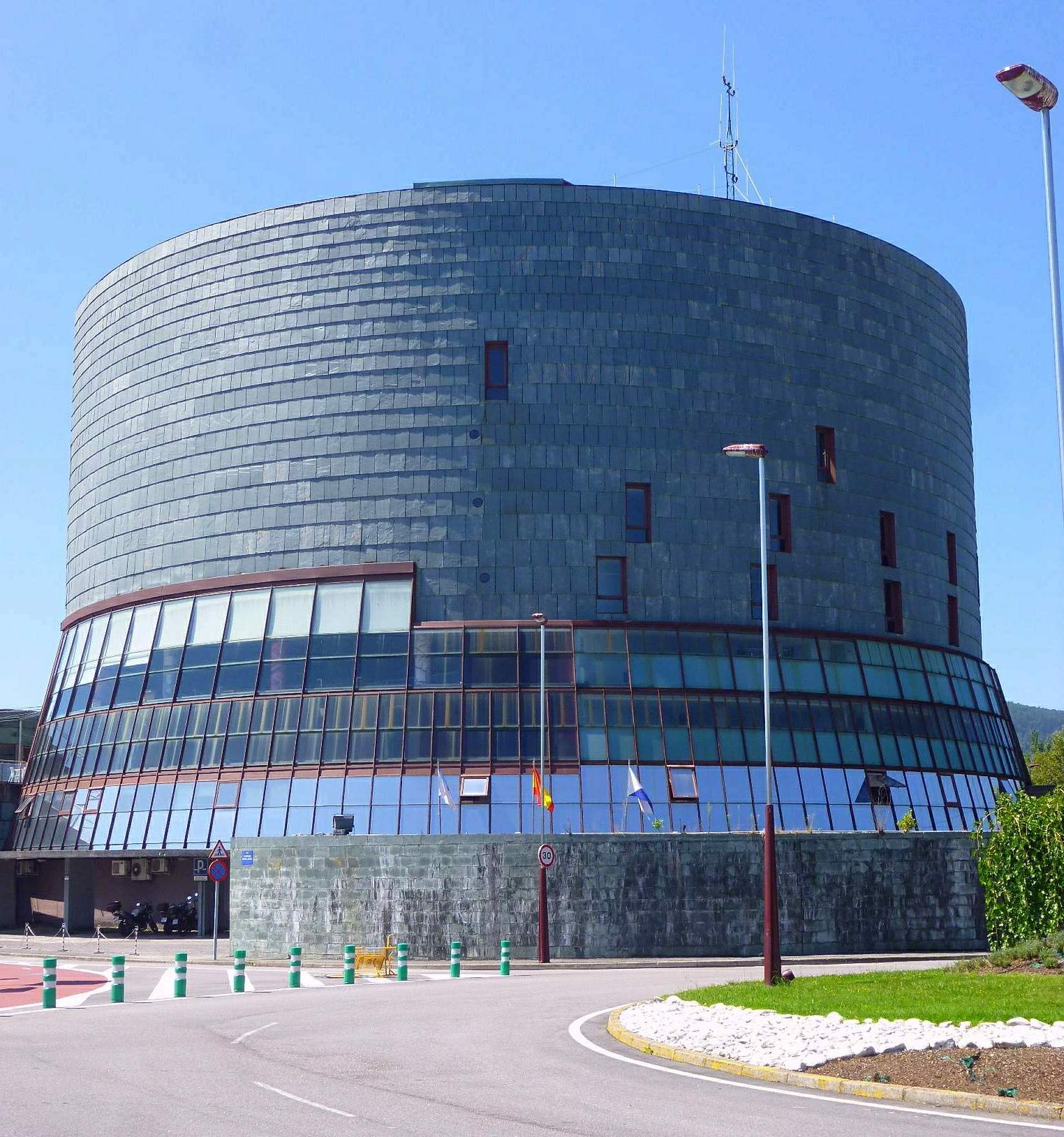
Аудитория и конференц-центр Понтеведры
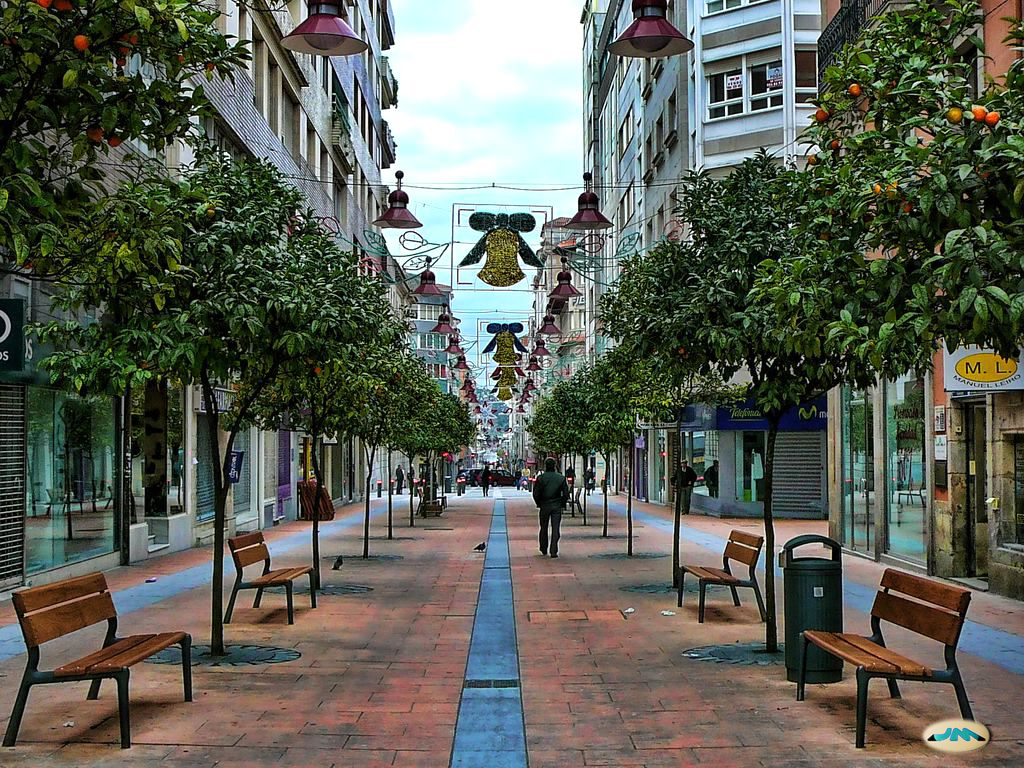
Одна из пешеходных улиц

## Демография
| Год  | Численность | Численность   |
| ---- | ----------- | ------------- |
| 2001 | 75 864      | [ 3 ]         |
| 2002 | 76 798      | [ 4 ]         |
| 2004 | 78 715      | [ 5 ]         |
| 2005 | 79 372      | [ 6 ]         |
| 2006 | 80 096      | [ 7 ]         |
| 2007 | 80 202      | [ 8 ]         |
| 2008 | 80 749      | [ 9 ]         |
| 2009 | 81 576      | [ 10 ]        |
| 2010 | 81 981      | [ 11 ]        |
| 2011 | 82 400      | [ 12 ]        |
| 2012 | 82 684      | [ 13 ]        |
| 2013 | 82 934      | [ 14 ]        |
| 2014 | 82 946      | [ 15 ]        |
| 2015 | 82 539      | [ 16 ]        |
| 2016 | 82 549      | [ 17 ]        |
| 2017 | 82 671      | [ 18 ]        |
| 2018 | 82 802      | [ 19 ] [ 20 ] |
| 2019 | 83 029      | [ 21 ] [ 22 ] |
| 2020 | 83 260      | [ 23 ]        |
| 2021 | 83 114      | [ 24 ]        |
| 2022 | 82 828      | [ 25 ]        |
| 2023 | 82 535      | [ 26 ]        |
| 2024 | 83 077      | [ 2 ]         |

## Города-побратимы
- Гондомар, Португалия
- Барселуш, Португалия
- Вила-Нова-ди-Сервейра, Португалия
- Навпактос, Греция

## В культуре
- У Дины Рубиной есть повесть «Последний кабан из лесов Понтеведра».